# Mao (Czad)
Mao – miasto w Czadzie, w regionie Kanem, departament Kanem; 50 000 mieszkańców (2019). Jest szesnastym największym miastem pod względem populacji w Czadzie.
Miasto położone jest na granicy Sahary i posiada małe lotnisko (kody IATA: AMO, ICAO: FTTU) Są tu także 2 kościoły, choć większość mieszkańców to muzułmanie.

## Historia
Mao zostało założone w 1898 przez Sułtana Ali, brata Sułtana Djouraba.
18 lipca 2010, w wieku 83 lat z powodu powikłań po ataku serca, Sułtan Kanem, Alifa Ali Zezerati, umarł w szpitalu w N’Djamena. Był 39-tym władcą dynastii Kanem i panował od 1947. Został pochowany w Mao. Jego poprzednik Sułtan Zezerti umarł 26 wrzesinia 1947, a panował od 1925.
W październiku 2013 po zastrzeleniu cywila przez oficera bliskiego Idrissowi Déby, wybuchły zamieszki w Mao przeciwko rządom Déby.
30 września 2015 na targu wybuchł olbrzymi pożar. Przyczyna nie jest znana. Nie odnotowano żadnych zgonów.
12 maja 2016 na targu wybuchł pożar, drugi w przeciągu 2 lat. pożar zaczął się w pobliskim składzie paliwa. Nie odnotowano żadnych zgonów.

## Demografia
| Rok  | Populacja |
| ---- | --------- |
| 1993 | 13 277    |
| 2009 | 35 468    |
| 2019 | 50 000    |

Dane dla roku 2019 są szacunkiem na podstawie wzrostu ludności w regionie Kanem.

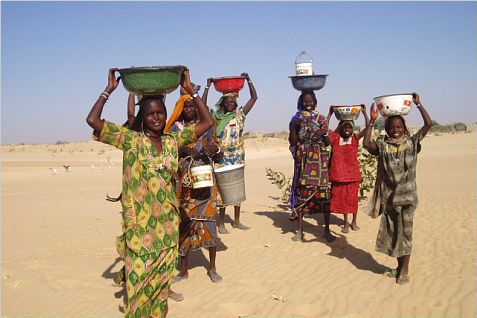
Czadyjskie kobiety z wodą w Mao

## Gospodarka
Środy są nazywane „Wielkim Dniem Targowym”. W tym dniu sprzedawane są świeże produkty takie jak mango, papaje, guawy, cebule, daktyle, marchew, pomidory, ogórki i bakłażany, które zostały wprowadzone w 2009 przez ONZ do spraw Wyżywienia i Rolnictwa. Często sprzedawanym produktem są banany. Proso jest dostępne w dwóch rodzajach, czerwonym i białym.

## Transport
Miejscowość jest bardzo odizolowana i podróż lądowa jest bardzo trudna. Miasto posiada małe lotnisko, port lotniczy Mao.